# Pterygotrigla macrorhynchus
Pterygotrigla macrorhynchus és una espècie de peix pertanyent a la família dels tríglids.

## Descripció
- Fa 20 cm de llargària màxima.
- Clatell sense escates.
- 3 franges fosques a l'aleta pectoral.
- No té taques al dors.[5][6]

## Hàbitat
És un peix marí i demersal que viu entre 333-500 m de fondària.

## Distribució geogràfica
Es troba des del Japó fins a les Filipines, l'oest i l'est d'Austràlia, Madagascar, el mar d'Andaman i el canal de Moçambic.

## Observacions
És inofensiu per als humans.